# Signé Arsène Lupin
Pour plus de détails, voir Fiche technique et Distribution.
Signé Arsène Lupin est un film de production franco-italienne réalisé par Yves Robert, sorti en 1959.

## Synopsis
La Grande Guerre terminée, et après s'être distingué au combat, André Laroche reprend sa vie aventureuse de gentleman-cambrioleur sous le nom d'Arsène Lupin. Son ancien complice La Ballu lui propose le cambriolage d'une villa à Enghien-les-Bains. Trois tableaux volés en différents endroits et les déductions d'un jeune journaliste, Isidore Beautrelet, lui permettront de retrouver le trésor de la Toison d'or, dont cherchait à s'emparer Aurélia, une de ses anciennes conquêtes.

## Fiche technique
- Titre : Signé Arsène Lupin
- Titre de tournage : Arsène Lupin et la Toison d'or
- Titre italien : Il ritorno di Arsenio Lupin
- Réalisation : Yves Robert
- Scénario : Jean-Paul Rappeneau, inspiré de  l'œuvre de Maurice Leblanc
- Adaptation : Yves Robert, François Chavane
- Dialogues : Jean-Paul Rappeneau, Yves Robert, Robert Lamoureux
- Assistant réalisateur : Georges Casatti, Jacques Besnard
- Images : Maurice Barry
- Opérateur : Charles-Henry Montel
- Musique : Georges Van Parys
- Décors : Robert Clavel
- Robes : Paulette Coquatrix
- Montage : Gilbert Natot
- Son : Robert Biart
- Maquillage : Michel Deruelle
- Coiffures : Simone Knapp
- Photographe de plateau : Jean Magis
- Script-girl : Geneviève Cortier
- Régisseur : Hubert Mérial
- Production : Cinéphonic, Gaumont, Lambor-Films (Paris) - Costellazione (Rome)
- Chef de production : François Chavane, Alain Poiré, Jules Borkon
- Directeur de production : Robert Sussfeld
- Distribution : Gaumont
- Pays de production :  France,  Italie
- Format : Noir et blanc — 35 mm — Son : Mono
- Tournage du 2 juillet au 18 août 1959
- Genre : Comédie, Film policier
- Durée : 100 minutes
- Date de sortie :
  - France : 11 novembre 1959

## Distribution
- Robert Lamoureux : le lieutenant André Laroche alias : Major Mahoney, Arsène Lupin, gentleman cambrioleur
- Alida Valli : Aurélia Valéano, femme du monde roumaine
- Yves Robert : La Ballue, ancien complice de Lupin
- Roger Dumas : Isidore Beautrelet, alias : « Véritas », lycéen en terminale et journaliste amateur au Journal de Paris pour les vacances, admirateur de Lupin
- Jacques Dufilho : Albert, le valet de chambre de Monsieur Laroche
- Robert Dalban : l'inspecteur Béchoux de la Police Judiciaire
- Michel Etcheverry : van Nelden, un riche collectionneur d'art
- Jean Galland : Le général
- Gisèle Grandpré : Mme du Bois-Lambert, l'amie d'Aurélia (Rôle devant être joué initialement par Judith Magre)
- Harold Kay : Henri, ami de van Nelden
- Hubert de Lapparent : le consul de France à Florence
- Paul Müller : l'attaché du consulat de France à Florence
- Ginette Pigeon : Agnès, une infirmière
- Gabriel Gobin : l'employé S.N.C.F
- Paul Préboist : le valet de chambre d'Enghien
- Robert Rollis : un voyageur du train
- René Hell : un gardien de prison
- Claude Mercutio
- René Lefèvre-Bel : le valet de chambre de van Nelden
- Pierre Duncan
- Jean Bellanger : l'employé des wagons-lits
- Liliane Chenevière
- Anne Valon
- Michel Vocoret : le garçon du wagon-restaurant
- Paul Villé : le secrétaire des archives de Dijon
- Gérard Darrieu : l'employé des chemins de fer

## Autour du film
Lieux de tournage:
- Vers 1h17 du film, Isidore Beautrelet (Roger Dumas) entre chez un horloger accompagné du contrôleur de train. La boutique est en réalité située au 4, rue de la Paix à Paris[1]
- La scène finale dans les ruines du château situé dans l'histoire en Bourgogne est en réalité le Château-Gaillard (Les Andelys) en Normandie [2]
- L'ensemble des lieux de tournages sont à consulter sur le site "Lieux de tournages cinématographiques" L2TC.com[3]